# Jeune Fille en blanc
Jeune Fille en blanc (également connue sous le nom de Jeune fille debout sur fond de blé et Femme dans un champ de maïs) est une peinture à l'huile sur toile du peintre néerlandais Vincent van Gogh réalisée en 1890 à Auvers-sur-Oise, en France, au cours des derniers mois de sa vie. Elle fait partie de la collection Chester Dale de la National Gallery of Art à Washington DC depuis 1963.

## Contexte
En mai 1890, Van Gogh se rend de Saint-Rémy-de-Provence à Paris où il passe trois jours avec son frère Théo, la femme de ce dernier, Johanna, et leur nouveau-né Vincent. Van Gogh constate qu'il n'est plus habitué à l'effervescence de la ville et qu'il est trop agité pour peindre. Théo et l'artiste Camille Pissarro élaborent un plan pour qu'il se rende à Auvers-sur-Oise avec une lettre de recommandation pour le Dr Paul Gachet, un médecin homéopathe et mécène, qui vit à Auvers,. Van Gogh dispose d'une chambre à l'Auberge Ravoux à Auvers et est sous la surveillance du Dr Gachet avec lequel il développe une relation étroite, « quelque chose comme un autre frère ». Gachet et sa fille ont tous deux été les sujets de ses peintures.
Pendant un temps, son état semble s’améliorer. Il commence à peindre à un rythme si soutenu qu'il y a à peine de place dans sa chambre pour tous les tableaux terminés. De mai jusqu'à sa mort le 29 juillet, il réalise environ 70 tableaux, plus d'un par jour, et de nombreux dessins ; il peint des bâtiments situés aux alentours, tels que L'Église d'Auvers-sur-Oise, des portraits et les champs voisins.
« Mais malgré toute son apparence de bien-être renouvelé », observe Wallace « sa vie était très proche de sa fin. » La maladie frappe le bébé de Theo, Vincent. Théo a des problèmes de santé et d’emploi ; il envisage de quitter son employeur et de créer sa propre entreprise. Gachet, dont on disait qu'il avait ses propres excentricités et névroses, se préoccupe suffisamment de Van Gogh pour lui demander : « Or, lorsqu'un aveugle conduit un autre aveugle, ne finissent-ils pas tous les deux dans le fossé ? »,.
Après s'être rendu à Paris pour une réunion familiale, Van Gogh revient à Auvers plus morne. Dans une lettre, il écrit : « Et la perspective devient de plus en plus sombre, je ne vois aucun avenir du tout. »

## Histoire
Johanna van Gogh (1862-1925), belle-soeur de l'artiste, vend le tableau en août 1908 à JH de Bois, marchand d'art et directeur de la succursale de La Haye de la galerie CM Van Gogh, l'oncle de Vincent. Cinq des tableaux vendus par Johanna font désormais partie de la collection de la National Gallery of Art. JH de Bois possède le tableau pendant une partie de l'année 1908.
Richard Kisling (1862-1913), un collectionneur passionné de Zurich possédant 4000 tableaux, l'achète en 1908 à JH de Bois. Hedwig Glatt-Kisling de Zurich le possède de 1908 à 1929, puis le galeriste zurichois Max Bollag, qui le vend en 1951 à Chester Dale.
Chester Dale (1882-1962) possède le tableau de 1951 à 1963. En 1963, le tableau est légué à la National Gallery of Art et placé dans la collection Chester Dale avec certaines des peintures françaises les plus importantes de la fin du XIXe siècle et du début du XXe siècle en Amérique.

## Description et analyse
Cette huile sur toile est un portrait représentant une jeune fille vêtue d'une robe blanche et coiffée d'un chapeau jaune alors qu'elle se tient debout devant un champ de blé. Parmi les tableaux que Van Gogh réalise à Auvers, il existe deux représentations de la même femme. Le peintre la décrit comme « une paysanne, avec un grand chapeau jaune et un nœud de rubans bleu ciel ». Le deuxième tableau pourrait être la Jeune paysanne au chapeau de paille assise dans le blé, un autre portrait de ce qui semble la même paysanne assise et vêtue d'un haut bleu, qui se trouve dans une collection privée.
Van Gogh utilise un « plan pictural » pour donner un effet dramatique. Charles Harrison explique : « La façon dont les peintres utilisent le « plan pictural » est une mesure révélatrice des effets habituellement recherchés par leur travail et de leur disposition à l'égard du spectateur ». La femme occupant la majeure partie de l'espace pictural apparaît plus proche du public. Van Gogh a encore ombragé son visage et lui a donné un regard « lointain et flou ». Sa distance émotionnelle est « poignante » du fait de sa proximité.
Dans Primitivism, Cubism, Abstraction: The Early Twentieth Century, les auteurs comparent la Jeune fille en blanc de Van Gogh au portrait d'une femme dans 1900 Guerre des Boers de Byam Shaw, en identifiant les caractéristiques souhaitées par le moderniste, comme les œuvres « mettant l'accent sur les aspects formels et incarnant ce qu'ils considèrent comme une vision « primitive » ou « directe » comme la Jeune fille en blanc de Vincent van Gogh. Pour les modernistes, cela est préférable à « l'habileté et à la sophistication affichées de la ressemblance littérale », comme 1900 Guerre des Boers de Byam Shaw. Les œuvres les plus primitives et directes, disent-ils, procurent une sensation plus riche, tandis que l'interprétation littérale représente un manque de « contenu émotionnel ».

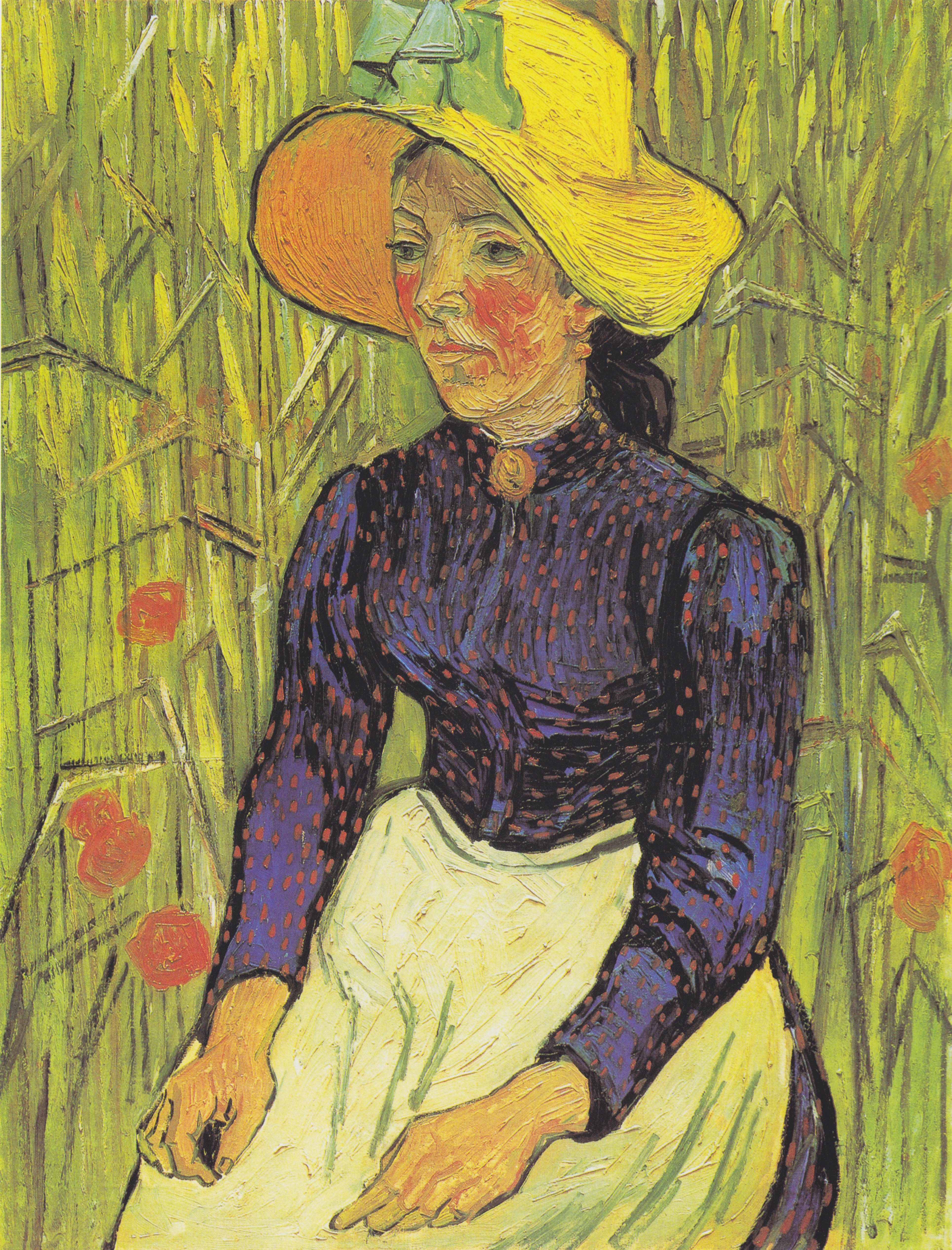
Paysanne au chapeau de paille assise devant un champ de blé, juin 1890, collection privée
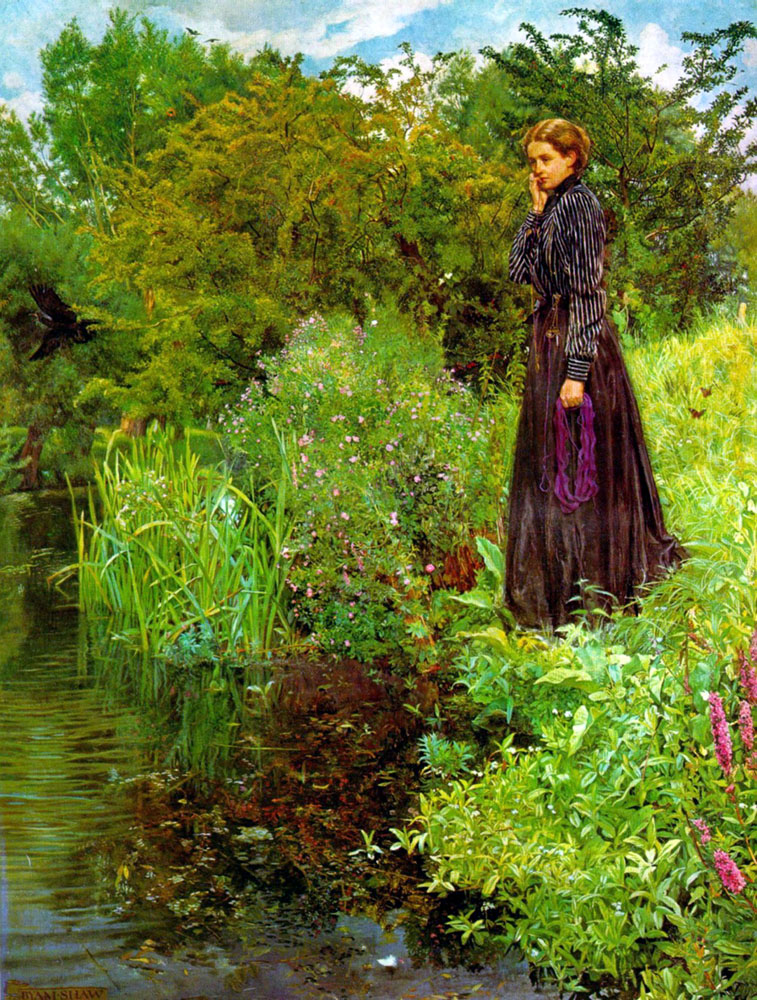
Byam Shaw, 1900 Guerre des Boers